# Mary Scharlieb

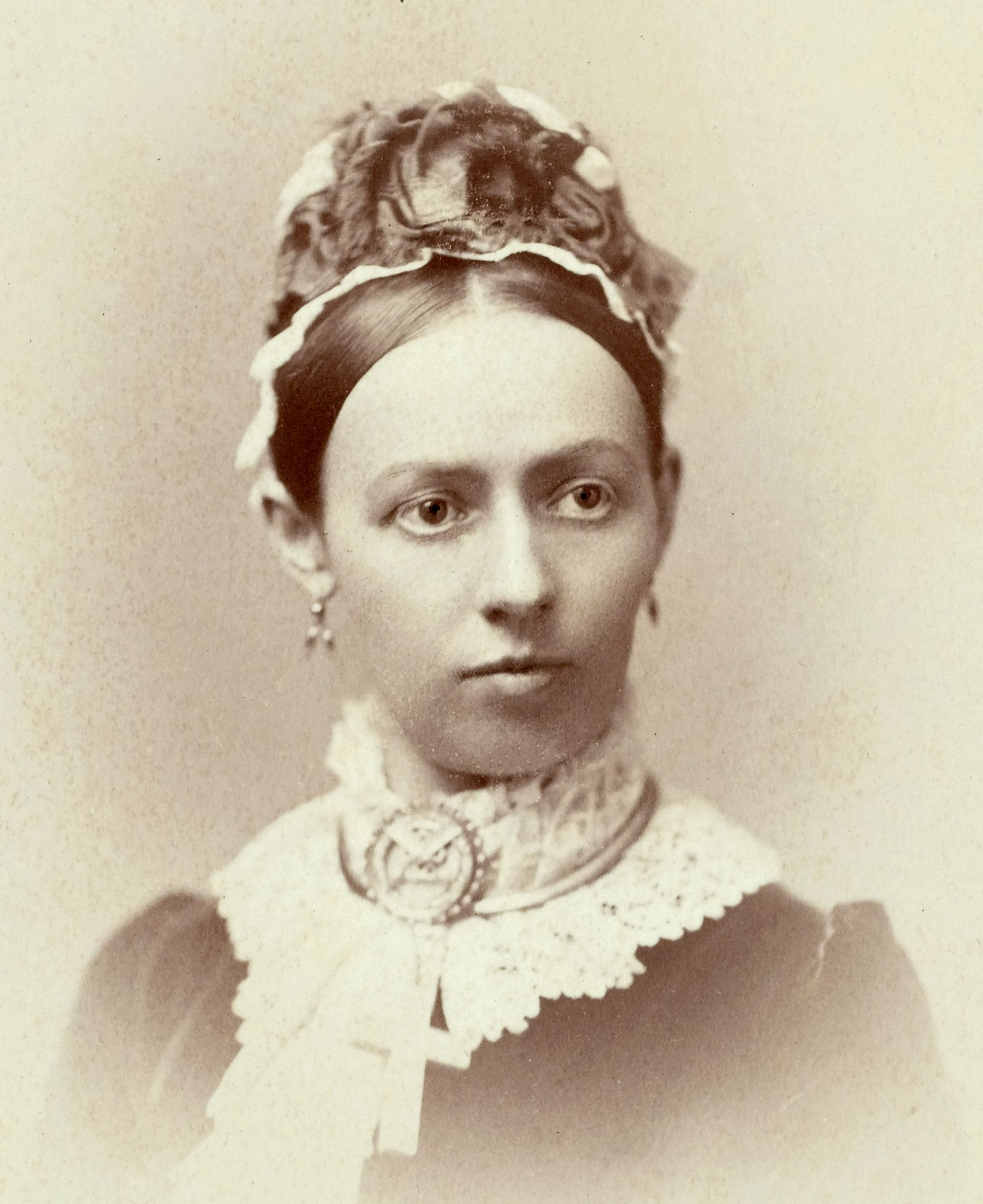
Mary Scharlieb ca. 1875

Dame Mary Ann Dacomb Scharlieb DBE, geborene Bird (* 18. Juni 1845 in London; † 21. November 1930) war eine britische Ärztin, die sich auf die Behandlung von Frauen- und Kinderkrankheiten spezialisierte. Sie praktizierte in Indien und England und setzte sich für die Verbesserung der medizinischen Versorgung von Frauen in Indien ein, indem sie mithalf, ein Krankenhaus aufzubauen und Ärztinnen auszubilden.

## Kindheit und Jugend
Mary Scharlieb war die Tochter von William Chandler Bird und Mary Dacomb. Ihre Mutter verstarb 10 Tage nach ihrer Geburt am Kindbettfieber. Daraufhin wuchs Mary bei ihren Großeltern auf. Marys Tante Lily begann, sie zu Hause zu unterrichten, und nahm sie mit zu wissenschaftlichen Vorträgen.
Mit 10 Jahren besuchte sie ein Internat im Norden von Manchester. Später wechselte sie an eine Schule in der Nähe von New Brighton. Ihre Stiefmutter, die neue Frau ihres Vaters, setzte sich sehr dafür ein, dass Mary eine möglichst gute Bildung erhielt, um später unabhängiger zu sein und für sich selbst sorgen zu können. Deshalb wechselte sie erneut die Schule und wurde drei Jahre lang an der Privatschule Mrs Tyndall's School in der 16 Upper Hamilton Terrace in St. Johns Wood unterrichtet.
Anschließend lebte sie vier Jahre bei ihrem Vater und ihrer Stiefmutter und unterstützte diese bei der Betreuung ihrer vier jüngeren Halbgeschwister. Vor ihrem 20. Lebensjahr lernte sie ihren späteren Ehemann William Scharlieb kennen. Dieser machte ihr im Februar 1865 einen Heiratsantrag. Marys Familie war jedoch gegen die Verlobung, da William Scharlieb plante, in Indien als Anwalt zu arbeiten und Mary somit weit weg von Familie und Freunden leben würde. Dennoch heirateten die beiden am 19. November 1865 und machten sich im Anschluss auf den Weg nach Indien.

## Leben in Indien
Mary Scharlieb und ihr Ehemann wohnten in der indischen Stadt Madras (heute: Chennai) und Mary unterstützte ihren Mann bei der Arbeit in seiner Kanzlei und bei der Herausgabe von zwei Zeitschriften über juristische Themen. Durch die Klienten ihres Mannes erfuhr sie von der schlechten medizinischen Versorgung einiger Frauen in Indien, besonders während der Geburt. Daraufhin begann sie, sich über die Tätigkeiten einer Hebamme zu informieren, und absolvierte 1871 eine Hebammenausbildung in einer Geburtsklinik in Madras.
1875 überzeugte Mary einen Gouverneur davon, sie und drei weitere Frauen am Madras Medical College studieren zu lassen. Während ihres Studiums kamen ihre jüngere Halbschwester und später auch Vater und Stiefmutter aufgrund von finanziellen Problemen nach Indien und unterstützten Mary bei der Betreuung ihrer 3 Kinder. 1878 beendete sie ihr Studium mit Abschluss in Medizin, Chirurgie und Geburtshilfe.

## Studium in London
Im Jahr 1878 kehrte Mary Scharlieb gemeinsam mit ihren Kindern zurück nach London, um diesen eine gute Schulbildung zu ermöglichen und ihre eigenen medizinischen Qualifikationen zu verbessern. Sie besuchte die Schule School of Medicine for Women, die von Elizabeth Garrett Anderson gegründet wurde. 1882 erhielt sie von der Universität London die Abschlüsse Bachelor of Medicine und Bachelor of Surgery mit Auszeichnung in Medizin, Chirurgie und forensischer Medizin. Sie gewann zusätzlich eine goldene Medaille und erhielt ein Stipendium in Geburtsmedizin. Im folgenden Jahr sammelte Mary in Wien praktische Erfahrung als Hebamme. Im Anschluss daran wurde sie von Queen Victoria eingeladen, die sehr an der Lebenssituation indischer Frauen interessiert war. Sie wollte von Mary die ungeschönte Wahrheit über die Probleme in deren medizinischer Versorgung erfahren.

## Arbeit in Indien
Im Juli 1883 ging Mary Scharlieb zurück nach Indien, um ihre neu erlernten medizinischen Kenntnisse anzuwenden. Ihre Kinder blieben in England und wurden von Freunden der Familie beaufsichtigt. In Indien setzte Mary sich dafür ein, dass ein Krankenhaus speziell für Frauen gegründet wurde, die aus religiösen oder gesellschaftlichen Gründen nur von Frauen behandelt werden durften. Dies gelang ihr mithilfe von Lady Hariot Dufferin, der Ehefrau des damaligen Gouverneurs. Das Krankenhaus wurde unter ihre Leitung gestellt und erhielt den Namen Royal Victoria Hospital for Caste and Gosha Women. Außerdem unterrichtete sie Frauen am Madras Medical College in den Fächern Gynäkologie, Geburtshilfe und Kinderkrankheiten. Zu Beginn war sie die einzige Ärztin im Krankenhaus und behandelte außerhalb des Krankenhauses Patientinnen privat bei sich zu Hause und über Hausbesuche.

## Rückkehr nach England
1887 verließ Mary Scharlieb Indien endgültig, da das Klima dort zu belastend für ihre Gesundheit geworden war. Zurück in England arbeitete sie im New Hospital for Women, das später in Elisabeth Garret Anderson Hospital umbenannt wurde. Dort begann sie als Assistentin von Anderson und wurde später leitende Chirurgin. Zusätzlich unterrichtete sie an der School of Medicine for Women Gynäkologie und später Geburtshilfe. Insgesamt unterrichtete sie 25 Jahre lang in England und Indien. Außerdem schrieb sie Artikel für die Presse, vorwiegend über medizinische Themen, die Frauen betrafen, aber auch über gesellschaftliche Probleme.
Im Dezember 1888 bestand Mary die Prüfung zum Doctor of Medicine als erste Frau an der Universität London. Sie beteiligte sich an einer Kampagne, um Geld für den Neubau des Frauenkrankenhauses New Hospital for Women zu sammeln. Der Bau des neuen Krankenhauses begann 1889. Nebenbei behandelte sie Patientinnen privat in ihrem Haus, in dem sie mit einem ihrer Söhne, der ebenfalls Medizin studierte, wohnte.
Im Oktober 1890 kam Marys Ehemann nach England zu Besuch, erkrankte dort an Influenza und starb am 9. Januar 1891.
Im Jahr 1897 erwarb Mary den Abschluss Master of Surgery. Ab 1899 begann sie, vermehrt Bücher und Artikel zu schreiben. Hierbei handelte es sich vorwiegend um Ratgeber für Frauen, die dabei helfen sollten, dass Frauen sich bestmöglich um sich selbst und ihre Kinder kümmern konnten und gut auf die verschiedenen Lebensabschnitte und die damit verbundenen Aufgaben vorbereitet waren. Insgesamt schrieb sie über 20 Bücher, oder steuerte Artikel zu ihnen bei.
1902 wechselte Mary an das Royal Free Hospital und arbeitete dort als Gynäkologin. Von 1913 bis 1916 war sie Mitglied in der Kommission für Geschlechtskrankheiten und hielt während des Ersten Weltkriegs viele Vorträge zu diesem Thema. In den Jahren 1916, 1919 und 1922 nahm sie jeweils an der Kommission zur nationalen Geburtenrate teil.
Zu Beginn des Ersten Weltkriegs, 1914, wurde Mary die Leitung eines belgischen Krankenhauses angeboten. Sie lehnte diese jedoch aus gesundheitlichen Gründen ab. In ihrem Haus behandelte sie die Ehefrauen von Soldaten und belgische Frauen, ohne Bezahlung zu verlangen. Sie war Vorsitzende des Komitees der Hebammen im Council of War Relief.
Im August 1917 erfolgte ihre Ernennung zum Commander of the Most Excellent Order of the British Empire (CBE). Im selben Jahr wurde sie Vorsitzende der London School of Medicine for Women. Außerdem war sie Präsidentin der Frauenvertreterinnen im Congress of the Royal Institute of public health in Brüssel. 1926 erhielt sie den Titel Dame Commander of the Most Excellent Order of the British Empire (DBE).

## Religiöse und gesellschaftliche Überzeugungen
Als überzeugte anglo-katholische Christin war Mary Scharlieb gegen Verhütungsmittel. Scheidung gegenüber war sie ebenfalls negativ eingestellt. Für sie war Scheidung ein familiäres Desaster und ein Eingeständnis des Versagens beider Eheleute, denn Schwierigkeiten in der Ehe sollten ihrer Meinung nach, egal von wem sie ausgingen, gemeinsam gelöst werden, anstatt sich der Situation zu entziehen.
Ihre Religion war eine große Motivation für sie. Dennoch gab sie sich eigenen Angaben nach große Mühe, ihre Position als Ärztin in Indien nicht für missionarische Zwecke auszunutzen.
Mary war Befürworterin von Frauenrechten und setzte sich dafür ein, dass Frauen Medizin studieren dürfen. Ihren eigenen Weg zur anerkannten Ärztin beschrieb sie selbst als harten Kampf: „We had to fight hard for instruction, for recognition, and to secure the respect and approval of medical men and of the general public[...].“ (deutsche Übersetzung: „Wir mussten hart kämpfen für Anleitung, für Anerkennung und um den Respekt und die Zustimmung von männlichen Ärzten und der allgemeinen Bevölkerung sicherzustellen[...].“).
Obwohl sie selbst allgemeinmedizinisch und chirurgisch ausgebildet war und dies in Anbetracht der sonst nicht möglichen Behandlung von Frauen in Indien auch nötig fand, war sie der Meinung, dass Frauen sich vorwiegend auf Gynäkologie, Geburtsmedizin und Kinderkrankheiten fokussieren sollten.

## Veröffentlichungen (Auswahl)
- A Woman's Words to Women. Swan Sonnenschein, London 1895.
- The Mother's Guide to the Health and Care of her Children. George Routledge, London 1905.
- What It Means to Marry. Cassell, London 1914.
- The Seven Ages of Women. Cassell, London 1915.
- The Hope of the Future. Chapman & Hall, London 1916.
- How to Enlighten Our Children. Williams and Norgate, London 1918.
- The Welfare of the Expectant Mother. Cassell, London 1919.
- Straight Talks to Women. Williams and Norgate, London 1923.
- Reminiscences. Williams and Norgate, London 1924.
- The Psychology of Childhood. Constable, London 1927.
- The Bachelor Women and her Problems. Williams and Norgate, London 1929.